# Mário Antônio da Silva
Mário Antônio da Silva (Itararé, 17 ottobre 1966) è un arcivescovo cattolico brasiliano, dal 23 febbraio 2022 arcivescovo metropolita di Cuiabá.

## Biografia

### Formazione e ministero sacerdotale
Dopo aver sostenuto gli studi filosofici e teologici presso il seminario di Jacarezinho, è stato ordinato sacerdote il 21 dicembre 1991 dal vescovo Conrado Walter, S.A.C.
Nel 1998 ha conseguito la laurea in teologia morale presso l'Accademia alfonsiana di Roma.
Dal 1994 al 1996 è stato rettore del seminario minore Nossa Senhora da Assunção.

### Ministero episcopale
Il 9 giugno 2010 papa Benedetto XVI lo ha nominato vescovo ausiliare di Manaus, assegnandogli il titolo di vescovo titolare di Arena.
Ha ricevuto l'ordinazione episcopale il 20 agosto successivo dalle mani dell'arcivescovo metropolita di Cascavel Mauro Aparecido dos Santos, co-consacranti il vescovo emerito di Jacarezinho Fernando José Penteado e l'arcivescovo di Manaus Luiz Soares Vieira.
Il 1º ottobre 2010 ha partecipato alla visita ad limina a Roma con il Santo Padre.
Nel 2015 è stato nominato presidente della Regione Nord 1.
Il 22 giugno 2016 papa Francesco lo ha nominato vescovo di Roraima; nella diocesi si è occupato principalmente del fenomeno della migrazione dei venezuelani in fuga dal proprio paese e degli indigeni di etnia Warao.
Dal 6 al 27 ottobre 2019 ha partecipato all'Assemblea Speciale per la Regione Panamazzonica, dal tema: Amazzonia: nuovi cammini per la Chiesa e per un'ecologia integrata.
È stato uno dei quattro prelati sinodali eletti il 7 ottobre nel comitato di tredici persone per preparare il documento conclusivo del sinodo.
Durante il sinodo ha affermato che in Amazzonia sono necessari sacerdoti sposati: confermando "il celibato per coloro che sentono la vocazione sacerdotale" ha aggiunto che "abbiamo bisogno di nuovi collaboratori nelle nostre comunità. L'ordinazione di uomini sposati risponde a questa esigenza".
Il 31 ottobre 2019, in qualità di secondo vicepresidente, ha partecipato all'udienza papale a Roma con il Santo Padre insieme agli altri esponenti della Conferenza episcopale brasiliana.
Il 23 febbraio 2022 papa Francesco lo ha promosso arcivescovo metropolita di Cuiabá, succedendo a Mílton Antônio dos Santos, dimessosi per raggiunti limiti d'età. Ha preso possesso dell'arcidiocesi il 1º maggio successivo.
Dal 7 giugno al 3 dicembre 2023 è stato amministratore apostolico di Primavera do Leste-Paranatinga.

## Genealogia episcopale e successione apostolica
La genealogia episcopale è:
- Cardinale Scipione Rebiba
- Cardinale Giulio Antonio Santori
- Cardinale Girolamo Bernerio, O.P.
- Arcivescovo Galeazzo Sanvitale
- Cardinale Ludovico Ludovisi
- Cardinale Luigi Caetani
- Cardinale Ulderico Carpegna
- Cardinale Paluzzo Paluzzi Altieri degli Albertoni
- Papa Benedetto XIII
- Papa Benedetto XIV
- Papa Clemente XIII
- Cardinale Marcantonio Colonna
- Cardinale Giacinto Sigismondo Gerdil, B.
- Cardinale Giulio Maria della Somaglia
- Cardinale Carlo Odescalchi, S.I.
- Cardinale Costantino Patrizi Naro
- Cardinale Lucido Maria Parocchi
- Papa Pio X
- Cardinale Gaetano De Lai
- Cardinale Raffaele Carlo Rossi, O.C.D.
- Cardinale Amleto Giovanni Cicognani
- Arcivescovo Carmine Rocco
- Vescovo Conrado Walter, S.A.C.
- Arcivescovo Mauro Aparecido dos Santos
- Arcivescovo Mário Antônio da Silva

La successione apostolica è:
- Vescovo Lucio Nicoletto (2024)